# Dudley Chase
Dudley Chase (Cornish, 1771. december 30. – Randolph, 1846. február 23.) az Amerikai Egyesült Államok Vermont államának szenátora.